# Мусина, Хайни-Жамал Оспановна
Хайни-Жамал Оспановна Мусина (11 октября 1940, Петропавловск — 2 июля 2023, Петропавловск) — передовик производства, бригадир штукатуров передвижной механизированной колонны № 72 производственного управления «Петропавловсксельстрой», Северо-Казахстанская область, Казахская ССР. Лауреат Государственной премии Казахской ССР (1976). Герой Социалистического Труда (1981).

## Биография
Родилась в 1940 году в Петропавловске в многодетной семье. После смерти отца воспитывалась в детском доме.
В 1956 году окончила школу фабрично-заводского обучения, после чего работала штукатуром-маляром в строительном управлении «Петропавловскстрой».
С 1960-х годов работала в строительном управлении «Петропавловсксельстрой».
В 1967 году была назначена бригадиром штукатуров передвижной механизированной колонны № 72 управления «Петропавловсксельстрой».
Бригада штукатуров под управлением Хайни-Жамал Мусиной ежегодно перевыполняла производственный план на строительстве социальных и производственных объектов Петропавловска и Петропавловской области. Бригаде было присвоено звание «Победитель социалистического соревнования года». В 1980 году бригада досрочно выполнила социалистические обязательства 10-й пятилетки (1976—1980).
Указом Президиума Верховного Совета СССР от 19 марта 1981 года за выдающиеся успехи, достигнутые в выполнении заданий десятой пятилетки и социалистических обязательств удостоена звания Героя Социалистического Труда с вручением ордена Ленина и золотой медали «Серп и Молот».
В 1996 году вышла на пенсию, проживала в Петропавловске.
Скончалась 2 июля 2023 года. Похоронена на мусульманском кладбище села Белое (пригород Петропавловска) Кызылжарского района.
Награды
- Герой Социалистического Труда — указом Президиума Верховного Совета СССР от 19 марта 1981 года
- Орден Ленина — дважды
- Почётный гражданин Северо-Казахстанской области